# Угорська Народна Республіка
Угорська Народна Республіка (угор. Magyar Népköztársaság), УгНР або Друга УгНР — назва угорської держави в 1949—1989 рр.. Член Варшавського пакту, РЕВ, одна з країн-членів так званого Східного блоку.

## Історія
20 січня 1945 року Угорський Тимчасовий уряд з комуністами на чолі підписав угоду про припинення вогню. У1946—1953 рр. уряд, очолюваний Матяшем Ракоші, створив у країні комуністичний режим на кшталт сталінського. Нова конституція (1949 року), написана за Радянською, націоналізувала промисловість, здійснила колективізацію в сільському господарстві, всі форми опозиції були пригнічені терором і репресіями з боку служб безпеки (Управління державної безпеки). У 1953—1955 рр. посаду прем'єр-міністра після Ракоші обійняв Імре Надь, за підтримки прем'єр-міністра СРСР Георгія Маленкова. Новий прем'єр-міністр зробив кроки з лібералізації економіки. Після відставки Маленкова в 1955 році, Імре Надь відсторонено з посади прем'єр-міністра.
У липні 1956 р., в результаті політичних змін у Радянському Союзі після смерті Йосипа Сталіна (1953) і під тиском з боку Москви, Ракоші позбавлено влади і депортовано в СРСР. Він залишив на чолі партії свого наступника, Ерне Гере, який скомпрометував угорських комуністів, так що ті втратили залишки соціальної довіри. У жовтні того ж року почалися масові демонстрації, які дали початок похорон жертв сфабрикованого політичного процесу (процесу Райка). 23 жовтня демонстранти напали на членів сил безпеки, що призвело до спалаху повстання. Після втручання Радянських військ повстання зазнало поразки, владу захопила Угорська соціалістична робоча партія (УСРП) (до жовтня 1956 р. — Комуністична партія Угорщини) на чолі з Яношем Кадаром. Після 1960 року уряд Кадара провів лібералізацію в економиці. Угорська економічна діяльність стала однією з моделей структурних реформ, в 1980-х рр. з подачі Михайла Горбачова називалась «перебудова». У 1988 році повстав в опозицію Угорський демократичний форум, вимагаючи зміни політичної та економічної системи. У 1989 р., в результаті переговорів між опозицією, УСРП та громадськими організаціями (так званий «Круглий стіл»), Угорщину перетворено на державу парламентської демократії, відбулася реорганізація УСРП на Угорську соціалістичну партію.